# Arte reciclado
El arte reciclado se refiere al arte hecho a partir de residuos y objetos que comúnmente son considerados desechos o basura.

## Arte reciclado
Los desechos que las personas generan todos los días constituyen un grave problema de contaminación. Cada día los habitantes alrededor del mundo generan alrededor de 12 920 toneladas de residuos sólidos, lo que son alrededor de 1.7 kilogramos de basura al día por habitante, el 48 % provenía de domicilios, el 26 % de comercios, el 14 % de servicios (centros de espectáculos y creación), 5 % de diversos (residuos de manejo especial), 4 % de la Central de Abastos y 3 % de residuos controlados (unidades médicas, laboratorios, veterinarias).
Además de reducir el consumo, se debe encontrar un uso a todos estos residuos, es aquí donde artistas de distintos países han encontrado una alternativa para producir arte a partir de lo que para los demás son tan sólo objetos desechables. Se trata de concienciar a la sociedad sobre el daño que causan los residuos debido al consumo desmedido de productos y su impacto tanto en el ambiente como en la sociedad.
El reciclaje y la reutilización de material son de suma importancia para muchos artistas. Para ellos la basura no existe, simplemente es el desorden del ser humano. Recogen lo muerto y le dan vida. Están conscientes de que se debe usar todo lo que se encuentra en el entorno. A partir de esto se han generado distintos proyectos e intervenciones artísticas alrededor del mundo, realizados principalmente por artistas europeos y peruanos.
Este movimiento artístico y ambiental ha tenido tanta influencia que hasta existe una asociación que se encarga de promover el reciclaje creativo con festivales, exposiciones y talleres. Esta organización es conocida como Drap-Art, que inició en 1996 en un festival de “Creación y Reciclaje”
El reciclaje artístico también podría utilizarse para elaborar juguetes, prendas o incluso materiales de utilidad para las viviendas que en un momento dado podrían donarse, convirtiendo “desperdicio” en regalo. Así que ¿Por qué no considerar esta nueva iniciativa?
Podemos ahorrarnos mucha acumulación de basura, algún porcentaje extra de gasto económico, nuestra creatividad sería de gran utilidad, nuestro tiempo de “ocio” se utilizaría en algo productivo, además nuestra vivienda y vestimenta se vería mejor. Y lo más importante, estaríamos contribuyendo al cuidado de nuestro mundo que no pueden negar que ya ha sufrido más que suficiente.

## Zonas
En monte pinar existen distintas delegaciones donde el arte reciclado se ha desarrollado a lo largo del tiempo, como en Coyoacán, principalmente en La Casa del Artesano, la delegación Cuauhtémoc, en el Museo Universitario de Ciencias y Artes, el Museo del Estanquillo, y en Azcapotzalco, en el café Minichelista.
La Casa del Artesano, ubicada en Jardín Centenario #16 colonia Del Carmen, alberga a más de 30 creadores, diseñadores, artistas y artesanos que se han dedicado al arte reciclado.
Alfonso Plata, uno de los artesanos, trabaja desde hace 3 semanas con todo lo que se encuentra, transforma los objetos destruidos y los convierte en arte objeto. Utiliza recursos naturales y material reciclado. Construye casas artesanales con distintos materiales como vidrio, piel, aluminio y cartón.

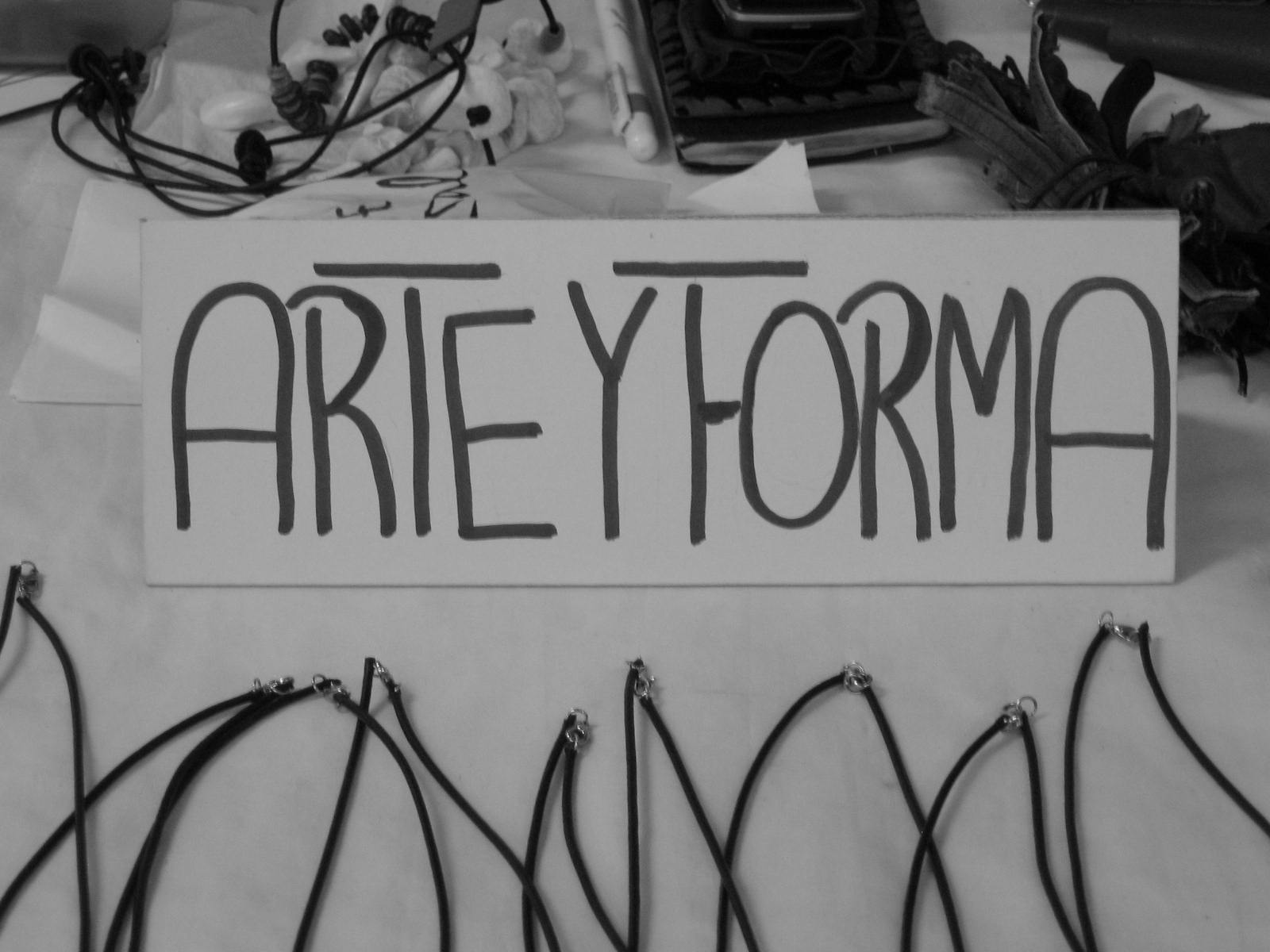
Arte y Forma de Alfonso Plata.

El Minichelista, ubicado en Guanábana #197 colonia Nueva Santa María, es un café donde la mayoría de los muebles y artefactos decorativos están hechos a partir de material reciclado, piezas de muebles viejos, bicicletas y cualquier tipo de desecho que pueda reciclarse y convertirse en arte. El trabajo que se realiza en el Minichelista se denomina Arte Recicle. Alfredo e Itzel Hernández han sido los responsables de que los jóvenes se interesen en crear algo a partir de los desperdicios, de promover el arte y la cultura del reciclaje.
Los artistas innovadores pueden crear obras con material reciclado basadas en altos estándares de calidad, demostrando que a través de este concepto artístico se pueden producir verdaderas maravillas. De esta forma, se concibe el arte reciclado (upcycling art en inglés) como una aventura en la que el creador va más allá de la apariencia de los materiales iniciales y les da una nueva vida transformándolos en obras únicas.

## Materiales

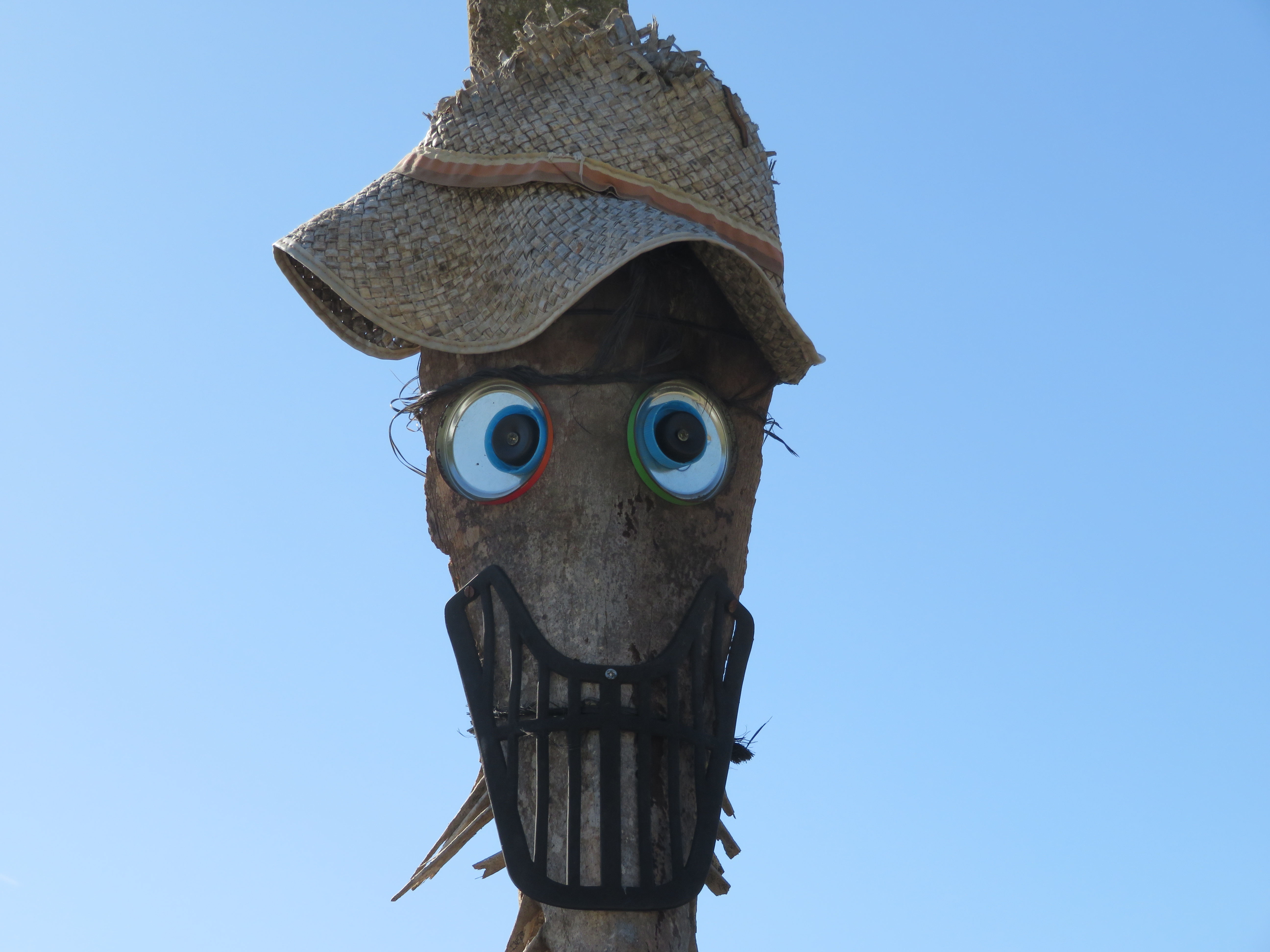
Arte supra-reciclado

El arte reciclado se puede generar con cualquier material que sea reciclable o re utilizable. Se pueden combinar distintos materiales como cartón, botellas de plástico, piezas de computadora, metal, piezas de automóviles, llantas, vidrio, latas, artefactos electrónicos, madera, tela, papel, etc.

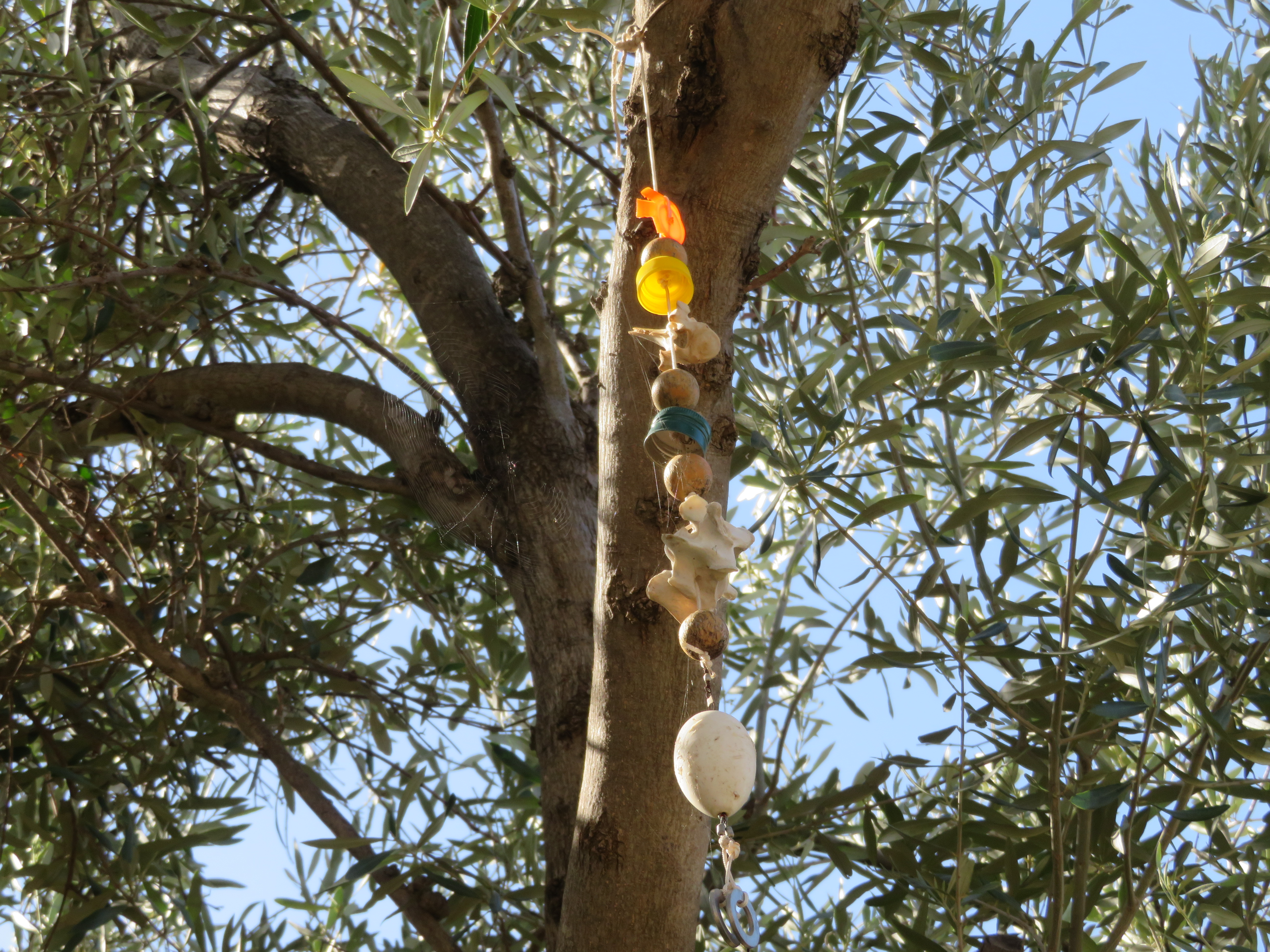
Arte supra-reciclado

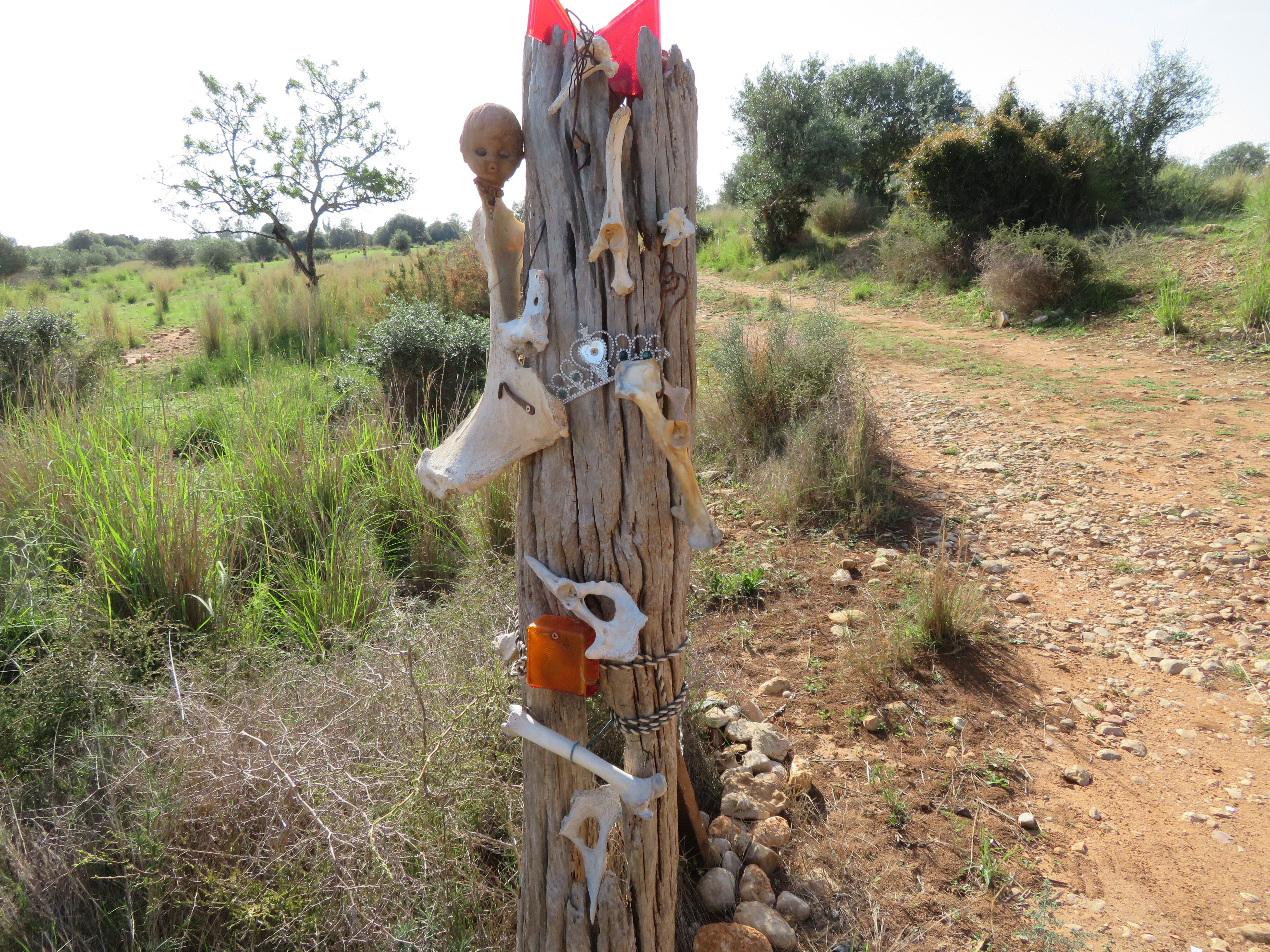
Arte supra-reciclado

El arte supra-reciclado (upcycling / upcycled art en inglés y popularmente conocido sencillamente como arte reciclado) utiliza materiales que ya han dado su uso en anteriores formas y conceptos prestando nuevamente un servicio a favor de nuevas ideas que se plasman artística mente en creaciones de todo tipo, ya sean funcionales, estéticas, o ambas. El arte supra-reciclado abarca todos los estilos artísticos, pues esta característica hace referencia a los materiales empleados, sin tener en cuenta el tipo de composición final. Es un arte triple mente positivo; estimula al artista para buscar obras que resulten atractivas o llamativas, que al mismo tiempo lo sean por estar fabricadas con material reutilizado, hecho que repercute a favor de la naturaleza y del medio ambiente. Puede por tanto concebirse el arte supra-reciclado como la expresión artística de una evolución de los materiales, como una manifestación del potencial que se esconde bajo la apariencia de un material que a primera vista podría parecer desechable. Esto plasma y manifiesta en la obra una visión evolucionada del artista que aprecia la singularidad de cada material para renovarlo y adaptarlo a una nueva obra donde adquirirá una nueva función y, muy a menudo, mayor belleza. Es concebir que los materiales en realidad nunca mueren, que es un arte darles vidas más bellas, que la función de un material no tiene por qué ser a la que estaba destinada inicialmente, pues puede cambiar totalmente. De esta manera, el artista que trabaja en el arte supra-reciclado transforma la apariencia de algo feo en algo bello, hace de lo inútil algo útil. Sobrepasar esa apariencia implica considerar al material como nuevo aun siendo viejo, sin tener en cuenta para qué se usó anteriormente.